# George Gamow
George Gamow (Odesa, Ukrajina, 4. ožujka 1904. – Boulder, Colorado, SAD, 19. kolovoza 1968.), američki fizičar ukrajinskog podrijetla. Doktorat iz fizike stekao na Lenjingradskome sveučilištu 1928. (danas Sankt-Peterburg). U Kopenhagenu, uz boravke u Göttingenu i Cambridgeu, proučavao je kvantnu mehaniku i nuklearnu fiziku. Postavio "model kapljice" atomskih jezgara i razvio kvantnu teoriju radioaktivnih procesa, koja vodi razumijevanju termonuklearnih reakcija u unutrašnjosti zvijezda. Emigrirao je iz Sovjetskoga Saveza 1934. i postao profesor fizike na Sveučilištu Georgea Washingtona (Washington D. C., SAD) te u kasnim tridesetima proučavao evoluciju zvijezda i odnos mase i luminoziteta, a desetljeće poslije vratio se na kozmološke probleme. Jedan od glavnih zagovornika Fridmanova ekspandirajućeg svemira, u modificiranoj inačici poznatoj kao Veliki prasak. Uočio je da je svemir u svojim ranim fazama stvarao uvjete (analogne onima u termonuklearnom reaktoru) za sintezu kemijskih elemenata koji moraju biti rašireni po cijelome svemiru. Istraživanjima dezoksiribonukleinske kiseline (uvođenjem genetičkoga koda 1954.) potaknuo je razvoj moderne genetičke teorije. Od 1956. profesor na Sveučilištu Colorado u Boulderu, SAD, gdje je ostao do kraja života. Zapažen je i po knjigama iz popularizacije znanosti, za što mu je 1956. dodijeljena UNESCO-ova Kulingova nagrada.

## Doprinosi

### Alfa raspad
Alfa raspad je pretvaranje jedne atomske jezgre u drugu uz zračenje alfa-čestica. Jezgra se transformira (ili "raspada") na manju jezgru masenog broja manjeg za 4 i atomskog broja manjeg za 2 i na alfa-česticu. Prema zakonu pomicanja atomi radioaktivnih elemenata koji emitiraju alfa-čestice prelaze u atome, čija je atomska masa manja za 4 atomske jedinice, a atomski broj manji za 2, to jest prelaze u atome elemenata, koji u periodnom sustavu elemenata zauzimaju položaj pomjeren za dva mjesta ulijevo. Na primjer:
238U →  234Th +  α
Većina helija na Zemlji (oko 99%) je produkt alfa raspada uranija i torija. Do raspada dolazi zbog nestabilnosti atomske jezgre, odnosno neuravnoteženoga broja protona i neutrona u njoj. Neke su atomske jezgre prirodno nestabilne i raspadaju se u dužem ili kraćem vremenskom intervalu (vrijeme poluraspada), a neke stabilne atomske jezgre mogu postati nestabilne nakon što na njih djeluju čestice velike energije.

### Model kapljice
Model kapljice opisuje atomsku jezgru kao kap nestlačivoga nuklearnoga fluida velike gustoće. Predložio ga je G. Gamow (1931.), a razvio N. Bohr. Analogan je modelu kapljice tekućine koju čine molekule. Stabilnost atomske jezgre ovisi o obliku kapi, a energija proizlazi od površinske napetosti i električnog odbijanja među protonima. Model objašnjava kuglasti oblik većine jezgri i pomaže predvidjeti energiju nuklearnog vezivanja. Tako su H. A. Bethe i C. F. von Weizsäcker na temelju modela kapljice tekućine (1935) izračunali energiju vezanja nukleona i objasnili nuklearnu fuziju atomskih jezgri u zvijezdama.

### Tuneliranje ili tunelski učinak
Velika je poteškoća nastala da se objasni kako je moguće da alfa-čestice, čija kinetička energija iznosi, pri izbacivanju iz radioaktivnih atomskih jezgri, od 4 do 10 MeV, prođu kroz potencijalnu energetsku barijeru, čije najveće vrijednosti kod elemenata s velikim atomskim brojem iznose oko 25 MeV. Prema klasičnoj teoriji, izlazi da alfa-čestice, koje se nalaze u unutrašnjosti atomske jezgre, ne mogu prodrijeti kroz barijeru i iz njega se osloboditi s energijom, koja je manja od energije potencijalne barijere.
Isto tako, teško je bilo objasniti zašto radioaktivni elementi imaju tako dugo vrijeme poluraspada, koji na primjer za radij-226 iznosi 1 600 godina. To znači da se u tako dugom vremenskom periodu, nukleoni (protoni i neutroni) moraju držati zajedno u atomskom jezgru, iako ponekad spontano, bez vanjskih utjecaja, dva protona i dva neutron u obliku alfa-čestice budu izbačeni iz nje.
Taj problem su teoretski riješili 1928. G. Gamow, a neovisno o njemu Ronald Gurney i E. U. Condon, razvivši teoriju tuneliranja. Prema kvantnoj fizici postoji vjerojatnost da se alfa-čestica s određenom energijom, koja je manja od energije potencijalne barijere, oslobodi atomskog jezgra, kad dođe do njegove površine. Ova vjerojatnost je veća ako je veća energija alfa-čestice i ako je širina barijere manja od vrijednosti njene energije. Alfa-čestica će na neki način dobiti dovoljnu količinu energije od drugih nuklearnih čestica, za svladavanje potencijalne barijere.

### Veliki prasak
Veliki prasak (engl. Big Bang) je mogući događaj nastanka svemira prije približno 13,7 milijardi godina. Teorija velikoga praska potaknuta je opaženim širenjem svemira (G. Gamow). Prema toj teoriji, svemir se razvio eksplozivno iz stanja s vrlo visokom gustoćom i temperaturom. Teorija prati stanje od 10−43 sekundi nakon praska. Masa sadržana u obliku zračenja bila je veća nego masa sadržana u česticama. Pri temperaturi nižoj od 1010 K odvijale su se termonuklearne reakcije kojima su se stvorile jezgre vodika, deuterija, tricija i helijevih izotopa te litija. Omjeri izotopa nađeni u starim zvijezdama odgovaraju teoriji i prosječnoj gustoći svemira. Nuklearne reakcije prestale su se odvijati 3 minute nakon velikoga praska, kada je temperatura pala ispod l08 K. Pri temperaturi 3000 K, oko 380 000 godina kasnije, stvoreni su neutralni atomi, nastajale su zvijezde i galaktike, svemir je postao proziran i zračenje se moglo slobodno širiti. To je zračenje prepoznato u kozmičkom mikrovalnom pozadinskom zračenju.
Fizikalne pojave ne mogu se pratiti u vremenu prije takozvane Planckove epohe od 10−43 sekunde, dakle, ne mogu se saznati fizički uvjeti, niti bi tada fizičke teorije bile primjenljive. Prema jednomu stajalištu, veliki prasak početak je svega, uključujući vrijeme i prostor, kada je sva materija bila u jednoj točki s beskonačnom energijom. Prema drugomu, to je bila eksplozija nakon koje je počelo teći vrijeme vidljivoga svemira, a energija nije bila beskonačna, te postoji nada da se u opaženim pojavama krije i dio povijesti prethodnoga svemira, koji je mogao imati drugi broj dimenzija.

### George Gamow o ranom svemiru
G. Gamow je pokušao objasniti raspodjelu (distribuciju) kemijskih elemenata u svemiru kroz spontane termonuklearne reakcije. Iznio je hipotezu po kojoj se svemir u svojim najranijim počecima sastojao o prvobitne tvari nazvane ylem. Gamow je ylem zamislio kao neutronski plin vrlo visoke temperature (iznad 10 milijardi stupnjeva K). Pošto su neutroni bili u "slobodnom" stanju, počeli su se raspadati u protone, elektrone i neutrine. Nastalo je ključajuće more neutrona i protona od kojih su se neki udružili u teže elemente. Po Gamowu, svi elementi u svemiru su nastali na ovaj način i to u prvih 20 minuta nakon velikog praska. Ovu je teoriju, zajedno s Ralphom Alpherom, Gamow iznio 1948. U svom sljedećem radu, Gamow i Alpher predviđaju postojanje pozadinskog zračenja, koje je detektirano tek nekoliko desetljeća kasnije.